# Klavdia Nazárova
Klavdia Ivánovna Nazárova (en ruso: Кла́вдия Ива́новна Наза́рова; Ostrov, RSFS de Rusia, 1 de octubre de 1920 - Ostrov, Unión Soviética, 12 de diciembre de 1942) fue una partisana soviética y la organizadora de una unidad partisana clandestina del Komsomol en Ostrov durante la Segunda Guerra Mundial. Recibió póstumamente el título de Héroe de la Unión Soviética el 20 de agosto de 1945 después de ser ejecutada por los alemanes.

## Biografía

### Infancia y juventud
Klavdia Nazárova nació el 1 de octubre de 1920 en el seno de una familia de campesinos rusos en la localidad de Ostrov en la gobernación de Pskov (RSFS de Rusia). Su padre murió por complicaciones de una herida sufrida durante la Primera Guerra Mundial cuando Klavdia aún era muy joven. Además de completar diez grados en la escuela local, asistió a la Universidad Estatal Nacional de Educación Física, Deporte y Salud Lesgaft de Leningrado durante un año y fue líder sénior de un destacamento de Jóvenes Pioneros en una escuela local y era miembro del Komsomol. En los últimos años antes de la guerra trabajó como costurera.

### Segunda Guerra Mundial
Poco después de la invasión alemana de la Unión Soviética en 1941, Nazarova se inscribió en un programa de entrenamiento para convertirse en enfermera, pero pronto fue nombrada por el Comité del Partido del Distrito como subcomandante de un batallón paramilitar juvenil asignado a rastrear y capturar a los paracaidistas del Eje que ingresaban a la ciudad. Sin embargo, el grupo fue invadido por fuerzas numéricamente superiores y la mayoría de los miembros de la unidad huyeron de Ostrov después de que comenzara la ocupación alemana. En julio de 1941, Nazarova recibió a un grupo de miembros de la resistencia en su apartamento, y el grupo decidió que ella debería ser la líder oficial del destacamento que habían formado. Inicialmente reunieron armas para los prisioneros de guerra y partisanos soviéticos y ayudaron a los soldados heridos del Ejército Rojo a llegar al territorio controlado por los soviéticos proporcionándoles mapas, brújulas, armas y provisiones mientras estaban en un hospital donde Nazarova trabajaba como enfermera. Más tarde consiguieron pasaportes en blanco y proporcionaron a los prisioneros versiones falsificadas de los documentos que las autoridades alemanas les exigían llevar.
El grupo comenzó a participar en actividades de reconocimiento después de que uno de los partisanos comenzara a trabajar en un comedor alemán, e incluso se arriesgó a publicar folletos que enumeraban las atrocidades cometidas por el ejército alemán en un cuartel general local de la Wehrmacht. Las operaciones de sabotaje de la unidad incluyeron cortar cables telefónicos, incendiar edificios de oficinas y cuarteles, descarrilar trenes e incluso provocar cortes de energía regulares después de que uno de los partisanos comenzara a trabajar en una planta de energía. Las actividades más cruciales del grupo consistieron en robar un mapa de planes para el sitio de Leningrado y proporcionar a la Fuerza Aérea Soviética información sobre la ubicación de un depósito de combustible para bombardeos.
Un grupo de personas leales a los partisanos fueron atrapados mientras intentaban cruzar la frontera hacia territorio controlado por los soviéticos. Un se suicidó bebiendo veneno, pero dos de los soldados del Ejército Rojo que fueron capturados revelaron los nombres de los partisanos bajo tortura. Los partisanos fueron arrestados y el 12 de diciembre de 1942 Nazarova fue ejecutada públicamente por los alemanes en la plaza de la ciudad de Ostrov. Después de que la colgaron, su cadáver sin vida fue dejado en la horca durante tres días antes de que los alemanes permitieran que fuera enterrada.

## Legado

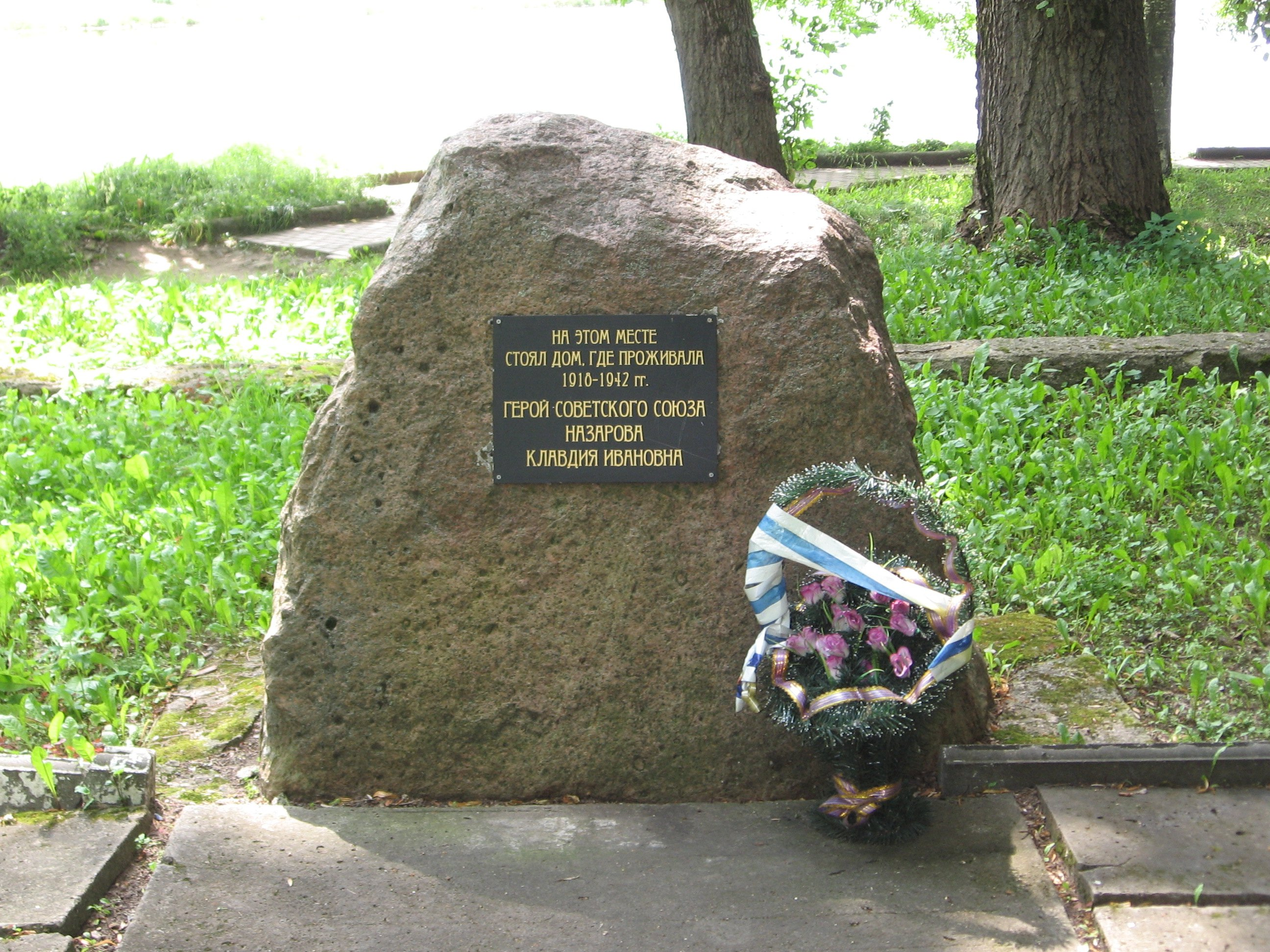
Placa conmemorativa en el sitio de la casa donde vivió Klava Nazarova en Ostrov

El 20 de agosto de 1945, por orden del Presídium del Sóviet Supremo de la Unión Soviética se le otorgó (a título póstumo) el título de Héroe de la Unión Soviética, junto con la Orden de Lenin y la Medalla de la Estrella de Oro N.º «Por el desempeño ejemplar de las de las misiones de combate del comando en la retaguardia de las tropas nazis y el heroísmo y coraje mostrados al mismo tiempo».
El 19 de mayo de 1963, se erigió un monumento en su ciudad natal de Ostrov, así mismo varias calles de diferentes ciudades rusas y ucranianas llegan su nombre, igual que dos escuelas en las localidades de Ostrov y Gremyachinsk en el Krai de Perm.

## Condecoraciones
|  | Héroe de la Unión Soviética (20 de agosto de 1945) |
|  | Orden de Lenin (20 de agosto de 1945)              |

### Listas relacionadas
- Lista de heroínas de la Unión Soviética